# Pseudostoria
La pseudostoria è l'ambito delle teorie o metodologie che pretendono di essere storiche ma che non rientrano nelle regole e nelle convenzioni del metodo storico. Il termine è mutuato dal simile concetto di pseudoscienza.

## Caratteristiche
La pseudostoria non si attiene al metodo storico, che è il metodo epistemologicamente corretto che la ricerca storica utilizza per ricostruire e descrivere gli eventi del passato. Le tesi proposte risultano di conseguenza indimostrate e talvolta in contrasto con i fatti accertati.
Le teorie pseudostoriche sono diffuse in campo religioso, storico, politico o nazionalista e normalmente usano come punto di partenza prove inedite, e/o controverse e/o non accettate dalla comunità scientifica/accademica. Ne sono un tipico esempio le diverse teorie negazioniste.
Come nel caso delle pseudoscienze non esiste una definizione chiara e univoca del concetto. Tuttavia si riscontra che alcuni aspetti sono ricorrenti nelle teorie pseudostoriche:
- il tema è connesso con la politica, il nazionalismo o la religione, e ha comunque connotazioni ideologiche;
- le teorie sono spesso elaborate da "ricercatori indipendenti" estranei agli ambienti della ricerca scientifica, tanto accademica, quanto privata; in altre parole da ricercatori dilettanti che non sono retribuiti in quanto tali;
- le teorie non sono verificate e validate attraverso il meccanismo della revisione paritaria;
- la diffusione delle teorie avviene attraverso canali non accademici (quali stampa periodica, libri e internet) e in nessun caso su pubblicazioni a elevato "fattore di impatto";
- le prove addotte sono: 
  - speculative o controverse;
  - false (e quindi prive di citazioni o con citazioni errate);
  - falsificate (ossia interpretate in modo forzato, distorto e non giustificabile);
  - di importanza marginale (non accettate dalla grande maggioranza degli storici);
  - estrapolate dal contesto.
- le teorie non prendono in considerazione e sono in contrasto le interpretazioni "ufficiali", che fondano il loro consenso sulla presentazione di precise prove storiche;
- si fondano spesso su congetture dietrologiche, cospirazioniste o complottistiche ignorando il principio del rasoio di Occam alla base del pensiero scientifico moderno che, nella sua forma più semplice, suggerisce l'inutilità di formulare più assunzioni di quelle strettamente necessarie per spiegare un dato fenomeno;
- in particolare ventilano complotti da parte di organi ufficiali, che, per interesse, occulterebbero la verità, presentando versioni di comodo dei fatti.

## Critiche
Il concetto di Storia presume la definizione di un metodo storiografico corretto e la possibilità di descrivere degli accadimenti in modo veritiero. Questo presupposto non è però compatibile con una visione relativista di fatti storici.
Come spiega lo storico Alberto Mario Banti, docente all'Università di Pisa, nessuno storico serio potrebbe avvalorare affermazioni pseudostoriche, per il semplice e giusto motivo che non c’è la minima evidenza documentaria che possa dar sostegno a nessuna di quelle affermazioni, basate quindi su semplici ed arbitrarie teorie. Uno storico deve basare la sua ricostruzione su documenti di cui si è accertata l’attendibilità. Naturalmente è meglio se i documenti sono molteplici e convergenti.
(Alberto Mario Banti sui revisionisti del Risorgimento, il Fatto Quotidiano, 2011.)
La storia si basa sull'analisi di fonti, le fonti per essere accettate devono essere considerate attendibili. Spesso la comunità scientifica si rifiuta di analizzare l'attendibilità delle fonti, operazione che spesso richiede un impegno di tempo ed energie, quando questi dati sembrano smentire in modo consistente il quadro teorico comunemente accettato. Queste fonti quindi rimangono in uno stato di "non classificazione". Alcuni ricercatori ritengono di dare attendibilità a queste fonti, ecco che questi ricercatori vengono definiti "pseudostorici".
Citiamo ad esempio il caso di Gian Domenico Romagnosi, la comunità scientifica non prese in considerazione i suoi esperimenti e questo ritardò di ben quindici anni le conoscenza del fenomeno dell'elettromagnetismo.
Altro esempio quello di Göbekli Tepe, la comunità degli storici accettò con molto ritardo e riluttanza il fatto che esistessero popolazioni in grado di realizzare costruzioni megalitiche in un periodo in cui si riteneva esistessero solo cacciatori-raccoglitori.
Probabilmente questo termine che spesso viene proposto con un'accezione negativa finalizzata a svalorizzare il lavoro di alcuni ricercatori, dovrebbe essere sostituito da un altro quale "ricercatore di frontiera".
Quando si parla di storia è facile dimostrare che la Comunità scientifica  subisce forti influenze da parte dalla Città del Vaticano se l'argomento in oggetto può influire sui fondamenti della Dottrina della Chiesa cattolica citiamo ad esempio il caso di Galileo Galilei, benché la stessa abbia voluto sanare questa sua interferenza con l'enciclica Fides et ratio e tutto da dimostrare che alle buone intenzioni seguono dei comportamenti concreti. Citiamo come esempio il caso della Teoria degli antichi astronauti che se applicata alla bibbia,  citiamo ad esempio Erich von Däniken oppure Zecharia Sitchin, porta alla conclusione che Yahweh, dio dell'Antico Testamento, è un'extraterrestre. Si conclude che il giudizio della comunità scientifica su questi argomenti non può essere considerato oggettivo. Citiamo ad esempio Università degli Studi di Roma "La Sapienza"  contestiamo quindi la validita della voce Zecharia Sitchin dove si sotiene quanto segue Lorenzo Verderame, docente di assiriologia dell'università di Roma "La Sapienza", ha dichiarato in proposito:
| «Nel mondo accademico non vi è alcuna considerazione dei lavori di Sitchin ed il suo nome, quale autore di opere pseudo-scientifiche, è pressoché sconosciuto. A prescindere dalla generale chiusura degli ambienti accademici, non esistono lavori di Sitchin che possano ritenersi scientifici, per varie ragioni. Sitchin, come altri autori del genere, costruisce le sue teorie sulla traduzione di passi e non sull’interpretazione del testo originale.» |

## Esempi
Alcuni casi di tesi pseudostoriche sono:
- le biografie di Cristoforo Colombo e Marco Polo scritte da Washington Irving;
- il libro Mondi in collisione di Immanuel Velikovskij;
- il libro Nuova cronologia di Anatolij Fomenko;
- la teoria del tempo fantasma di Heribert Illig;
- libri come Il santo Graal che ipotizzano che Gesù Cristo abbia sposato Maria Maddalena per poi trasferirsi in Francia dando origine alla dinastia dei Merovingi;
- la negazione dell'Olocausto[1] di scrittori come David Irving;[2]
- i dubbi sull'allunaggio dell'Apollo secondo cui le immagini sono dei falsi prodotti dalla NASA in collaborazione con la CIA;
- l'ipotesi del 1421 proposta da Gavin Menzies secondo la quale già nel 1421 una spedizione cinese raggiunse le coste americane e compì il primo viaggio completo intorno al mondo;
- l'ipotesi del 1434 avanzata dallo stesso Gavin Menzies secondo la quale nel 1434 un'ambasciata cinese raggiunse Venezia e Firenze, nella quale si trovava il papa Eugenio IV e in questa occasione furono presentati doni e documenti concernenti svariate conoscenze astronomiche, nautiche e tecnologiche raggiunte dall'impero cinese; questi documenti avrebbero fortemente influenzato personalità quali Paolo Toscanelli, Leon Battista Alberti, Nicola Cusano, Regiomontano, Francesco di Giorgio Martini fino a Cristoforo Colombo e Leonardo da Vinci stimolando il fiorire del Rinascimento e le imprese dei navigatori europei;
- le teorie naziste e nordiciste circa la presunta composizione etnica germanica dell'antica Grecia e dell'antica Roma;
- i libri dei revisionisti del Risorgimento, dove si parla di genocidi immaginari o di ricchezza e prosperità nel Regno delle Due Sicilie;[4][5][6][7][8][9]
- le teorie di Zecharia Sitchin sulla creazione della Terra e sull'origine dell'umanità.

La definizione di pseudostoria può essere applicata a diversi contesti. Lo storico Douglas Allchin afferma, infatti, che la storia nelle scienze dell'educazione oltre a essere falsa e aneddotica, è anche ideologicamente deviata e quindi pseudostorica.